# سلامت (بوکان)
سلامت از روستاهای شهرستان بوکان در استان آذربایجان غربی است. این روستا در غرب این شهرستان و در منطقه ایل گورک قرار دارد. واژه «سلامت» برگرفته از واژه سلامتی و تندرستی است.

## اقلیم
این روستا واقع در ۴۰ کیلومتری شهر بوکان قرار دارد. روستای سلامت یکی از مناطق کوهستانی استان آذربایجان غربی می‌باشد زبان مردم این روستا کردی سورانی مکریانی است. این روستا یکی از تاریخی‌ترین روستاهای بوکان است و منطقه‌ای می‌باشد که آثاری از عصر ماد و مانا در آن پیدا شده‌است.
روستای سلامت از روستاهای گورک 3 میباشدو میتوان گفت یکی از بزرگترین روستاها ازنظر جمعیت و مساحت جغرافیای در منطقه میباشد و مرکزیت منطقه را در اختیار دارد دارای اشخاص باسواد و پیشه وری هستند که همگی در کار خود موفق هستند 
در شمال همسایه روستای کوره کانی در شرق همسایه گلولان علیا در جنوب روستای یاغیان و ساردکویستان ودر غرب روستاهای زیراندول وخورخوره میباشد
روستا بر روی رودخانه سیمینه رود واقع شده رودخانه فصلی شده و در فصل تابستان کاملا خشک میباشد
در فصل بهار این روستا مرکز گردشگری بسیاری از گردشگران میباشد و بسیار شلوغ خواهد شد و سرشار از منابع کوهستانی از جمله گیاهان داروی همچون ریواس کنگر گیلاخه سیر قارچ منده و بسیاری دیگر میباشد 
جمعیت این روستا طبق سر شماری سال ۱۳۸۶ برابر ۷۳۴ نفر بوده‌است.ودر سرشماری سال 95 جمعیت 401نفر میباشد پیشه مردم این روستا کشاورزی و دامپروری است و در فصل زمستان بسیاری از بازی های محلی در این روستا رواج دارد مردم شبانه خود را سرگرم این موضوع میکنند وهمیشه مهمان نوازیشون زبانزد بوده  نام برخی از مناطق باستانی روستا عبارتند از:
- خلان
- دره کوخی
- تاقه دار
- کوانکران
- کاکلا